# Suseł rdzawy
Suseł rdzawy (Spermophilus major) – gryzoń z rodziny wiewiórkowatych, zamieszkujący tereny w północnym Kazachstanie i w azjatyckiej części Rosji.

## Genetyka
Garnitur chromosomowy Spermophilus major tworzy 36 par chromosomów (2n=36). Możliwa jest hybrydyzacja S. major z przedstawicielami czterech gatunków: suseł żółty, suseł karłowaty, suseł perełkowany i suseł rudolicy.

## Budowa ciała
Ciało susła rdzawego osiąga długość do 34,0 cm przy masie ciała 287–570 g. Jednak masa ciała badana przed okresem hibernacji może być znacznie większa: samców do 1386 g, a samic do 1106 g. Sierść w części grzbietowej ma barwę rdzawą, ciemnożółtą przechodzącą w kolor srebrno-szary o nakrapianych białych końcówkach włosów. Głowa jest wybarwiona w odcieniach od szaro-popielatego do srebrno-szarego z czarnymi i białymi plamkami. Pierścień wokół oczu oraz część policzkowa mają kolor od różowego po cynamonowy. Wierzchnia część ogona ma wybarwienie zgodne z barwą grzbietu, a od dołu rdzawe. Sierść zimowa jest znacznie gęstsza i wybarwiona mocniej w kierunku szarości. Samice mają 12–16 sutków.

## Tryb życia
Suseł rdzawy spędza większą część swojego życia w stanie hibernacji. Okres aktywności jest krótki i trwa 50–110 dni w roku (badanie populacji w rejonie Wołgi-Kamy). Zwierzę zapada w sen zimowy w sierpniu lub wrześniu, a do aktywności wraca w kwietniu.

## Rozmieszczenie geograficzne
Gatunek zamieszkuje nizinne tereny w północnym Kazachstanie i w azjatyckiej części Rosji. Spotykany jest na wysokości do 
500–600 m n.p.m.
Siedliska stanowią stepy oraz odłogi, a sporadycznie także półpustynie. Zwierzęta chętnie funkcjonują na glebach gliniastych. Susły rdzawe niechętnie zapuszczają się do obszarów zalesionych. Sporadycznie można je spotkać na skrajach lasów liściastych.